# Ophioblennius
Ophioblennius is een geslacht van straalvinnige vissen uit de familie van naakte slijmvissen (Blenniidae). Het geslacht is voor het eerst wetenschappelijk beschreven in 1860 door Gill.

## Soorten
- Ophioblennius atlanticus (Valenciennes, 1836)
- Ophioblennius macclurei (Silvester, 1915)
- Ophioblennius steindachneri Jordan & Evermann, 1898
- Ophioblennius trinitatis Miranda Ribeiro, 1919
- Ophioblennius clippertonensis Springer, 1962